# Thaumastophleps
Thaumastophleps är ett släkte av fjärilar. Thaumastophleps ingår i familjen bastardsvärmare.
Kladogram enligt Catalogue of Life:
| Thaumastophleps | \| \| Thaumastophleps expansa \| \| \| \| \| \| Thaumastophleps tristis \| \| \| \| |
|                 | \| \| Thaumastophleps expansa \| \| \| \| \| \| Thaumastophleps tristis \| \| \| \| |
|                 | Thaumastophleps expansa                                                             |
|                 |                                                                                     |
|                 | Thaumastophleps tristis                                                             |
|                 |                                                                                     |